# 24. srpnja
24. srpnja (24. 7.) 205. je dan godine po gregorijanskom kalendaru (206. u prijestupnoj godini).
Do kraja godine ima još 160 dana.

## Događaji
- 1569. – Abdicirala je škotska kraljica Marija I.
- 1783. – Potpisan Georgijevski ugovor između Ruskog Carstva i Kraljevstva Kartlije i Kahetije
- 1911. – Hiram Bingham je pronašao Machu Picchu, „izgubljeni grad Inka”
- 1945. – Održano je četvrto zasjedanje ZAVNOH-a u sabornici na Trgu sv. Marka i mijenja naziv u Narodni sabor Hrvatske.[1]
- 1967. – Držeći govor u Montrealu, Charles de Gaulle uskliknuo je „Živio slobodni Quebec!”, što je dalo krila pokretu za suvereni Québec.
- 1969. – Apollo 11 sletio u Tihi ocean
- 2001. – Posljednji bugarski kralj Simeon II. postao bugarski premijer
- 2013. – Željeznička nesreća u Španjolskoj: vlak iskočio iz tračnica i ubio 78 osoba
- 2019. – U napadu na vozilo HV-a u Afganistanu smrtno ranjen hrvatski vojnik Josip Briški, ostala dvojica lakše ranjeni.

| - 1783. – Simón Bolívar, vojskovođa i državnik († 1830.) - 1802. – Alexandre Dumas, francuski književnik († 1870.) - 1803. – Adolphe Adam, francuski skladatelj († 1856.) - 1822. – Dinko Vitezić, narodni preporoditelj i političar († 1904.) - 1864. – Frank Wedekind, njemački književnik († 1918.) - 1898. – Amelia Earhart, američka letačica († 1937.) - 1924. – Aleksandar Flaker, hrvatski književni teoretičar i esejist poljskog porijekla - 1926. – Ankica Tuđman, supruga prvog hrvatskog predsjednika († 2022.) - 1938. – Boris Miholjević, hrvatski glumac - 1969. – Jennifer Lopez, američka glumica, pjevačica i plesačica - 1977. – Domagoj Matošević, hrvatski katolički svećenik - 1996. – Borna Kapusta, hrvatski košarkaš - 1997. – Emre Mor, dansko-turski nogometaš | - 1292. – Kinga Poljska, poljsko-ugarska svetica (* 1224.) - 1568. – Don Carlos, asturijski princ (* 1545.) - 1868. – Martin Van Buren, američki predsjednik (* 1782.) - 1927. – Ryunosuke Akutagawa, japanski književnik (* 1892.) - 1969. – Witold Gombrowicz, poljski književnik (* 1904.) - 1974. – James Chadwick, engleski fizičar i nobelovac (* 1891.) - 1980. – Peter Sellers, britanski filmski komičar i glumac (* 1925.) - 1986. – Fritz Albert Lipmann, američko-njemački biokemičar i nobelovac (* 1899.) - 1991. – Isaac Bashevis Singer, američki književnik židovskog podrijetla (* 1902.) - 1995. – Ivo Kalina, hrvatski slikar (* 1925.) - 2010. – Mia Oremović, hrvatska glumica(* 1918.) - 2011. – Josip Bobi Marotti, hrvatski glumac (* 1922.) - 2025. – Hulk Hogan, američki kečer (* 1953.) |

## Blagdani i spomendani
- Sv. Kristina iz Bolsene
- Sv. Kristina iz Tyrea
- Sv. Kristina Mirabilis
- Sv. Šarbel Makhluf
- Sv. Boris i Gleb

## Imendani
- Kristina